# Wilder Pfaff
De Wilde Pfaff is een 3458 meter hoge bergtop in de Stubaier Alpen op de grens tussen het Italiaanse Zuid-Tirol en het Oostenrijkse Tirol.
De noordwestelijke buurtop van de Wilde Pfaff is de Zuckerhütl. Omdat dit het hoogste punt is van de Stubaier Alpen, wordt deze bergtop vaak beklommen vanuit de Müllerhütte in Italië of de Sulzenauhütte in Oostenrijk. De Wilde Pfaff laten veel bergbeklimmers dan links liggen.